# American Music Awards de 1990
O American Music Awards de 1990 foi realizado em 22 de janeiro de 1990, no Shrine Auditorium, em Los Angeles, nos Estados Unidos. A 17ª edição da premiação reconheceu os álbuns e artistas mais populares do ano de 1989, e foi apresentada por Anita Baker, Alice Cooper, Gloria Estefan e The Judds.

## Apresentações
| Artista                            | Canção                                                                                            | Apresentado por |
| ---------------------------------- | ------------------------------------------------------------------------------------------------- | --------------- |
| Paula Abdul                        | "The Way That You Love Me"                                                                        | —               |
| Richard Marx                       | "Too Late To Say GoodBye"                                                                         | Anita Baker     |
| Tone Loc                           | Medley: "Wild Thing" "Funky Cold Medina"                                                          | Anita Baker     |
| Randy Travis                       | "It's Just a Matter of Time"                                                                      | The Judds       |
| Janet Jackson                      | "Escapade"                                                                                        | The Judds       |
| Warrant                            | "Heaven"                                                                                          | The Judds       |
| Gloria Estefan Miami Sound Machine | Medley: "Here We Are" "Get on Your Feet"                                                          | The Judds       |
| New Kids on the Block              | Medley: "Cover Girl" "Hangin' Tough" "You Got It (The Right Stuff)" "This One's For The Children" | Gloria Estefan  |
| Anita Baker                        | "Good Love"                                                                                       | Gloria Estefan  |
| The Judds                          | "Calling in the Wind"                                                                             | Gloria Estefan  |
| Alice Cooper                       | "House of Fire"                                                                                   | Anita Baker     |
| Bobby Brown                        | Medley: "My Prerogative" "Every Little Step"                                                      | Anita Baker     |
| Great White                        | "House of Broken Love"                                                                            | Alice Cooper    |
| Rod Stewart                        | "Downtown Train"                                                                                  | Alice Cooper    |

## Vencedores e indicados
Os vencedores estão listados em negrito.
| Cantor de Pop/Rock (apresentado por Alice Cooper)                                                                          | Cantora de Pop/Rock (apresentado por New Kids on the Block)                                                            |
| --- | --- |
| - Bobby Brown - Richard Marx - John Cougar Mellencamp                                                                      | - Paula Abdul - Anita Baker - Madonna                                                                                  |
| Dupla/Grupo de Pop/Rock (apresentado por Olivia Newton-John e Stephen Bishop)                                              | Álbum de Pop/Rock (apresentado por Barbara Mandrell e Milli Vanilli)                                                   |
| - New Kids on the Block - Bon Jovi - Milli Vanilli                                                                         | - Hangin' Tough – New Kids on the Block - Forever Your Girl – Paula Abdul - Don't Be Cruel – Bobby Brown               |
| Single de Pop/Rock (apresentado por Jazzie B e K. T. Oslin)                                                                | Artista Revelação de Pop/Rock (apresentado por Gladys Knight e Luther Vandross)                                        |
| - "Girl You Know It's True" – Milli Vanilli - "Don't Wanna Lose You" – Gloria Estefan - "I'll Be There for You" – Bon Jovi | - Milli Vanilli - Living Colour - Traveling Wilburys                                                                   |
| Cantor de Soul/R&B (apresentado por Alice Cooper)                                                                          | Cantora de Soul/R&B (apresentado por Charlie Daniels e Clint Black)                                                    |
| - Luther Vandross - Bobby Brown - Prince                                                                                   | - Anita Baker - Paula Abdul - Stephanie Mills                                                                          |
| Dupla/Grupo de Soul/R&B (apresentado por Olivia Newton-John e Stephen Bishop)                                              | Álbum de Soul/R&B (apresentado por Kenny Loggins e Melissa Manchester)                                                 |
| - The O'Jays - Guy - Soul II Soul                                                                                          | - Don't Be Cruel – Bobby Brown - Karyn White – Karyn White - Let's Get It Started – MC Hammer                          |
| Single de Soul/R&B (apresentado por Exposé)                                                                                | Artista Revelação de Soul/R&B (apresentado por Jody Watley e Michael Bolton)                                           |
| - "Miss You Much" – Janet Jackson - "Just Because" – Anita Baker - "Keep On Movin'" – Soul II Soul                         | - Milli Vanilli - Babyface - Soul II Soul                                                                              |
| Cantor de Country (apresentado por The O'Jays)                                                                             | Cantora de Country (apresentado por Charlie Daniels e Clint Black)                                                     |
| - Randy Travis - George Strait - Hank Williams, Jr.                                                                        | - Reba McEntire - K.T. Oslin - Dolly Parton                                                                            |
| Dupla/Grupo de Country (apresentado por Karyn White e Dwight Yoakam)                                                       | Álbum de Country (apresentado por Kenny Loggins e Melissa Manchester)                                                  |
| - Alabama - Highway 101 - The Judds                                                                                        | - Old 8x10 – Randy Travis - Beyond the Blue Neon – George Strait - Greatest Hits III – Hank Williams, Jr.              |
| Single de Country (apresentado por Jazzie B e K. T. Oslin)                                                                 | Artista Revelação de Country (apresentado por Jody Watley e Michael Bolton)                                            |
| - "Deeper Than the Holler" – Randy Travis - "Baby's Gotten Good at Goodbye" – George Strait - "If I Had You" – Alabama     | - Clint Black - Cee Cee Chapman - Skip Ewing                                                                           |
| Artista de Dance (apresentado por Taylor Dayne e Lenny Kravitz)                                                            | Single de Dance (apresentado por Donny Osmond e Martika)                                                               |
| - Paula Abdul - Bobby Brown - Janet Jackson                                                                                | - "Miss You Much" – Janet Jackson - "Back to Life (However Do You Want Me)" – Soul II Soul - "Like a Prayer" – Madonna |
| Artista Revelação de Dance (apresentado por Exposé)                                                                        | Artista de Heavy Metal (apresentado por Lita Ford e Aaron Neville)                                                     |
| - Tone Loc - De La Soul - Soul II Soul                                                                                     | - Guns N' Roses - Aerosmith - Mötley Crüe                                                                              |
| Álbum de Heavy Metal (apresentado por Stephanie Mills e MC Hammer)                                                         | Artista Revelação de Heavy Metal (apresentado por Malika, Sam Kinison e Sabrina)                                       |
| - Appetite for Destruction – Guns N' Roses - Dr. Feelgood – Mötley Crüe - Skid Row – Skid Row                              | - Skid Row - Warrant - Winger                                                                                          |
| Artista de Rap (apresentado por Taylor Dayne e Lenny Kravitz)                                                              | Álbum de Rap (apresentado por Michelle Shocked e Lyle Lovett)                                                          |
| - MC Hammer - Eazy-E - Tone Loc                                                                                            | - Let's Get It Started – MC Hammer - Eazy-Duz-It – Eazy-E - Loc'ed After Dark – Tone Loc                               |
| Artista Revelação de Rap (apresentado por Gladys Knight e Luther Vandross)                                                 | Prêmio de Mérito (apresentado por Stevie Wonder)                                                                       |
| - Young MC - Eazy-E - Tone Loc                                                                                             | Neil Diamond |
| Prêmio Conjunto da Obra (apresentado por Anita Baker)                                                                      | |
| Prince | |